# Двигатель Toyota HZ
Toyota 1HZ — рядный шестицилиндровый дизельный двигатель внутреннего сгорания, разработанный и выпускаемый японской компанией Toyota Motor Corporation с 1990 года.

## Описание
Toyota HZ устанавливается на автомобили, продаваемые в странах со слабыми нормами выбросов, например, в ООН. Двигатель вырабатывает больше мощности и крутящего момента и по-прежнему устанавливается на Toyota LC70. Исключение составляют страны с нормами выбросов Евро-4, включая Австралию, где автомобили продаются с двигателями 1GR-FE и 1VD-FTV.

## Технические характеристики
Рядный шестицилиндровый 12-клапанный двигатель HZ объёмом 4,2 л (4164 см3) с клапанным механизмом SOHC и частотой вращения 1 Гц имеет конструкцию с прямым и посредственным впрыском топлива. Мощность составляет 96 кВт (129 л. с.) при 3800 об/мин, а крутящий момент — 285 Н⋅м при 2200 об/мин.